# ویبیا سابینا
ویبیا سابینا (به لاتین: Vibia Sabina) (زادهٔ ۸۷ یا ۸۸ - درگذشتهٔ ۱۳۶ یا ۱۳۷) همسر هادریان و امپراتریس روم از ۱۲۸ تا هنگام مرگش بود.

## زندگی‌نامه
سابینا در اواسط دههٔ ۸۰ میلادی یا در اواخر آن به سال ۸۷ یا ۸۸ زاده شد. او کوچکترین دختر سالونینا ماتیدیا، خواهرزادهٔ تراژان و لوسیوس ویبیوس سابینوس بود. سابینوس، دومین همسر ماتیدیا بود که در سال ۹۷ کمی پس از رسیدن به مقام کنسولی روم درگذشت. با مرگ او ماتیدیا و مادرش پس از آنکه تراژان به امپراتوری رسید همراه او و همسرش پومپیا پلوتینا به رم رفتند تا با آن‌ها زندگی کنند و ویبیا سابینا دوران کودکیش را در آنجا گذراند.
سابینا با نگاه به باقی‌ماندهٔ رنگ روی تندیس‌های ساخته‌شده از او زنی بوده‌است با چشم‌ها و موهای قهوه‌ای. او در سال ۱۰۰ میلادی هنگامی که ۱۲–۱۳ یا ۱۵ ساله بود به اجبار مادر، مادربزرگش و پومپیا پلوتینا به همسری امپراتور آینده، هادریان که در آن زمان ۲۴ یا ۲۵ سال داشت درآمد. این ازدوج دلیلی سیاسی داشت تا هادریان را به‌عنوان تنها جانشین تراژان برگزینند. تراژان در سال ۱۱۷ درگذشت و هادریان که به‌عنوان پسرخواندهٔ او معرفی شده بود به امپراتوری روم رسید و در سال ۱۲۸ سابینا را به مقام آگوستایی رساند.
با این‌حال ازدواج هادریان و سابینا بنا بر نوشته‌های تاریخی ازدواج موفقی نبود. تفاوت در خلق و خوی دو طرف و علاقه‌مندی هادریان به داشتن رابطهٔ جنسی با پسران باعث مشکل در زندگی آن‌ها شده بود. آن دو حتی صاحب فرزند نیز نشدند با این حال ازدواج آن‌ها ادامه یافت. در عین حال هادریان در سال‌های ۱۲۱ و ۱۲۲ تنی چند از مردانش را از خدمت خود مرخص کرد که از جملهٔ آنان می‌توان به گایوس سوئتونیوس، تاریخ‌نگار و سپتیسیوس کلاروس، فرماندهٔ گارد پرتورینها اشاره نمود. دلیل این کار ارتباط خیلی نزدیک آن‌ها با سابینا عنوان شد گرچه هیچ مدرکی دال برآنکه این ارتباط چیزی فراتر از دوستی بوده باشد وجود ندارد. در جای دیگری نیز دلیل آنرا، رفتار کمتر رسمی و خارج از آداب درباری آنان با سابینا عنوان کرده‌اند.
سابینا در سال ۱۲۸ شوهرش را در سفری به خاور نزدیک همراهی نمود و آن‌ها از آتن، کورینتوس و دیگر شهرهای یونان بازدید کردند. سپس به افسس، اسمیرنا و انطاکیه رفتند و ادامهٔ سفرشان را در سوریه، فلسطین و مصر ادامه دادند. در طول این سفر شاعری یونانی به نام یولیا بالبیلا آنان را همراهی می‌نمود و ۵ قطعهٔ هجایی را در پای مجسمهٔ غول‌پیکر ممنون در تبس حجاری کرد. هادریان و سابینا در سال ۱۳۲ به رم بازگشتند و سابینا چند سال بعد در ۱۳۶ یا ۱۳۷ درگذشت. هادریان پس از مرگ او را تقدیس نمود و سکه‌هایی به یادبوش ضرب کرد.

## دیدگاه‌های مختلف دربارهٔ رابطهٔ سابینا و هادریان
در ادبیات تاریخی چهره‌ای هولناک از زندگی ویبیا سابینا به‌تصویر کشیده شده‌است که او را گیرافتاده در ازدواجی بی‌عشق با مردی نشان می‌دهد که خوارش شمرده و با او بدرفتاری می‌کند. برای نمونه در هیستوریا آگوستا به نقل از هادریان آمده‌است که اگر او یک شهروند عادی می‌بود سابینا را به‌دلیل طبیعت سخت و ترشرویش بیرون می‌کرد. در مورد سابینا نیز گفته شده‌است که او علناً از رفتار امپراتور با خود شکایت داشت و می‌گفت که همچون یک برده با او برخورد می‌کند. همچنین به نقل از سابینا آمده‌است که او عامداً تن به بارداری نمی‌دهد تا نسل بشر را از دست فرزند چنین انسان شیطان‌صفتی در امان دارد. با نگاه به چنین شرایطی شگفت نیست که پس از مرگ سابینا شایعاتی بر سر زبان‌ها افتاد که هادریان را به قتل همسرش با زهر متهم کرده یا او را مسبب خودکشی سابینا می‌دانسته‌اند.

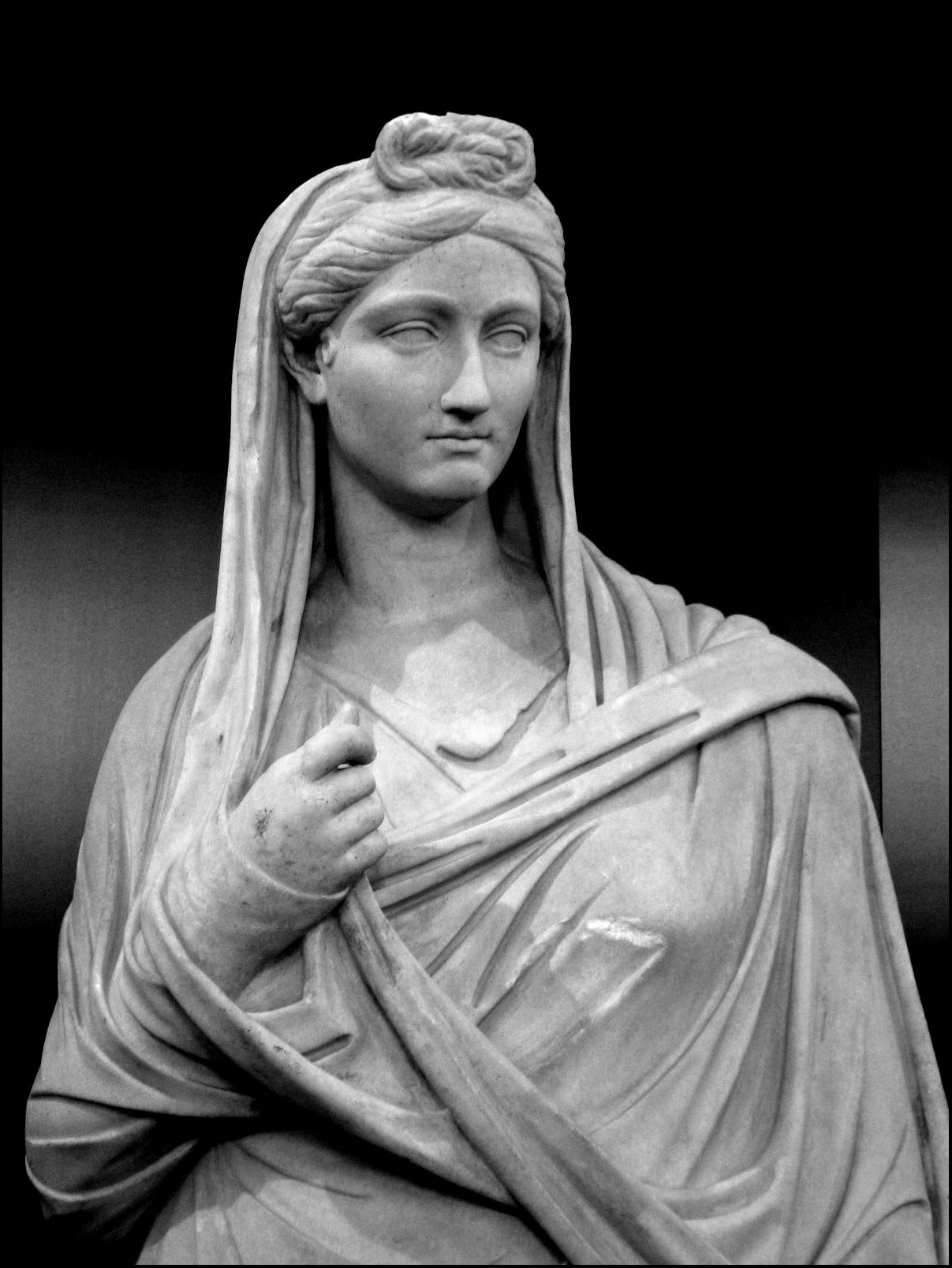
تندیسی دیگر از ویبیا سابینا یافت‌شده در ویلای هادریان

اما با توجه به اطلاعات کم در مورد زندگی سابینا و درمقابل، مستندات بسیار دربارهٔ هادریان، می‌توان احتمالاً زندگی‌ای شادتر ازآنچه که به‌تصویر کشیده شده‌است را برای سابینا تصور نمود. همچنین باید به این نکته نیز توجه داشت که در منابعی به این ارتباط سخت بین امپراتور و همسرش اشاره شده‌است که برگرفته از هیستوریا آگوستا و نوشته‌هایی موسوم به اپیتومه دی سزاریبوس از نویسنده‌ای ناشناس هستند و هر دوی این منابع، در اواخر سدهٔ چهار میلادی، یعنی ۲۵۰ سال پس از مرگ آن دو نفر نوشته‌شده‌اند و نگاهی یک‌سویه برضد هادریان دارند. در عین حال گمان بر این است که این نوشته‌ها خود از یادداشت‌هایی از یکی از صاحب‌منصبان عالی‌رتبه به‌نام ماریوس ماکسیموس گرفته شده‌اند که ۲۰ سال پس از مرگ هادریان زاده شد و در دههٔ ۲۲۰ یا ۲۳۰، تاریخی جنجال‌آمیز و مبتنی بر شایعات دربارهٔ سزارهای روم نوشت. درستی ادعاهای او از سوی نویسندهٔ هیستوریا آگوستا رد شده‌است و این درحالی است که در اعتبار خود هیستوریا آگوستا نیز شک‌هایی وجود دارد. بنابراین اگر به زندگی هادریان و سابینا برای یافتن مدرکی به‌منظور اثبات ازدواج مشکل‌دار آن‌ها بنگریم ممکن است به نتیجه‌ای کاملاً متضاد برسیم. برای نمونه سکه‌هایی که به افتخار سابینا در ضرابخانهٔ امپراتوری و در استان‌های آن ضرب شده‌اند بسیار بیشتر از سکه‌هایی هستند که برای امپراتریس‌ها و آگوستایان پیشین ضرب شده‌بودند. سابینا عنوان آگوستا و چندین عنوان دیگر را از هادریان دریافت داشت و پس از مرگ نیز بی‌درنگ جایگاهی خداگونه یافت. در حجاری یادبود این موضوع سابینا درحالیکه توسط زنی بالدار به‌سوی آسمان برده می‌شود تصویر شده‌است که این خود تا آن زمان نخستین تصویر از عروج یک زن در هنر رومی و نخستین یادبود امپراتوری با مرکزیت یک زن بود.